# Lucien Nussbaumer
Lucien Nussbaumer, né le 13 août 1919 à Fribourg et décédé le 15 octobre 1988 dans la même ville, est un homme politique, docteur en droit et avocat suisse.

## Biographie
Lucien Nussbaumer effectue sa scolarité gymnasiale au collège Saint-Michel, puis sont doctorat en droit à l'université de Fribourg. Avocat en 1946, il ouvre sa propre étude l'année suivante. 
Il siège au Conseil général de la ville de Fribourg sous les couleurs libérales-radicales de 1950 à 1954. 
Député radical au Grand Conseil du canton de Fribourg de 1951 à 1986, il est président du groupe libéral-radical de 1957 à 1970 et président de la commission d'économie publique de 1982 à 1986. 
Membre du conseil communal de Fribourg dès 1954, il en devient le premier syndic permanent, de 1966 à 1982. Le premier gratte-ciel de la ville (Eurotel) est construit sous son mandat. En 1977, Lucien Nussbaumer voit son projet d'y installer une maison de congrès et de théâtre échouer. 
Il préside l'Union des Villes suisses en 1979. 
Il échoue dans ses tentatives d’élection au Conseil national en 1971 et au Conseil des États en 1972.